# Emilia Baró
Emília Baró Sanz (Barcelona, 1882-Barcelona, noviembre de 1964) fue una actriz de teatro catalana de larga trayectoria profesional. Estuvo casada con el periodista, actor y traductor Carles Capdevila i Recasens. Su hermana Antonia Baró fue también actriz.

## Biografía
Emilia Baró se inició en el teatro en la niñez, como su hermana Antonia. Debutó a los doce años y con diecisiete ya actuó en el Teatro Íntimo, en pequeños papeles en los montajes de Interior, de Maurice Maeterlinck, y Blancaflor, de Adrià Gual, en 1899. Al año siguiente, pasó el Teatro Romea, donde trabajaría varias temporadas. En 1904 viajó a Madrid con la compañía de Enrique Borrás. Posteriormente, de nuevo en Barcelona, trabajó como actriz destacada de los Espectáculos y Audiciones Graner, en el Teatro Principal, con papeles principales, como el de María en La santa espina (1907), de Ángel Guimerà, o también Rosina en El barbero de Sevilla, de Beaumarchais, traducida por Carles Capdevila, su marido.
Emilia Barón contribuyó a la reanudación del teatro catalán durante la posguerra actuando en obras de Josep Maria de Sagarra, como L'hereu i la forastera (1948), Les vinyes del Priorat (1950), L'alcova vermella (1952),  L'amor viu a dispesa (1952) o El senyor Perramon  (1960), la conocida adaptación de El avaro de Molière hecha por Sagarra y protagonizada por Joan Capri. También sobresalió como actriz de carácter hasta pocos años antes de morir. Para el historiador teatral Francisco Curet, Emilia Baró es una «primera actriz absoluta», que describe así: «se caracterizaba por una finura de espíritu y una suavidad de forma, dotes que amorosa con su voz clara y cristalina , de una agradable musicalidad» (1967: 518). Para Nuria Espert, Emilia Baró fue quien despertó su vocación teatral, gracias a la credibilidad que despertaban sus actuaciones.